# Karlheinz Böhm
Karlheinz Böhm (néha Carl Boehm, vagy Karl Boehm) (Darmstadt, 1928. március 16. – Grödig, 2014. május 29.) nemzetközileg elismert osztrák színész. Karl Böhm karmester és Thea Linhard énekesnő fia volt. Legismertebb szerepe Ferenc József császár, a Sissi című 3 részes kultikus filmben, Romy Schneiderrel az oldalán. Több szerepet is játszott, azok azonban nem voltak annyira sikeresek, mint a Sissi. Az 1980-as évektől nagyrészt visszavonult a filmezéstől, elsősorban jótékonysági tevékenységet folytatott.

## Pályafutása
Kettős állampolgársággal rendelkezett, osztrák származású karmester apja, és Thea Linhard, német születésű szoprán-énekesnő révén. Fiatalkorát szülőhelyén, Darmstadtban, valamint Hamburgban és Drezdában töltötte. Hamburgban járt elemi iskolába, majd a Kepler-Gymnasiumban, 1939-től Svájcban, a Lyceum Alpinum Zuoz bentlakásos iskolában tanult. 1946-ban Grazba költözött szüleivel, ott érettségizett le még abban az évben. Édesapja hatására angol- és német nyelvet tanult, valamint irodalmi tanulmányokat folytatott. Fél évet Rómában töltött, ahol művészettörténetet tanult, ezután visszatért Bécsbe.
1948-ban a Der Engel mit der Posaune című drámában kapta meg első szerepét, Franz Alt jr.-t alakította. 1949-ben újabb kis szerepet kapott a Höllische Liebe című drámában. Ezután indult be igazán karrierje; az 1952-es évben már öt produkcióban tűnt fel (Der Tag vor der Hochzeit, Der Weibertausch, Alraune, Haus des Lebens, Wienerinnen). A következő két évben összesen 10 filmszerepben tűnt fel. Az igazi áttörést és a hírnevet az 1955-ös Sissi-trilógia hozta meg számára, amelyben Ferenc József császárt alakította, partnernője a német Romy Schneider volt, a címszerepben. A három részt három éven át forgatták, az első filmet a Sissi – A magyarok királynéja címmel 1955-ben, a Sissi – Az ifjú császárnét 1956-ban és a Sissi – Sorsdöntő éveket 1957-ben mutatták be. 1958-ban a Sissi trilógia után újabb Ernst Marischka-produkcióban, a Három kislányban szerepelt. 1959-ben két főszerepet is játszhatott, a La Paloma és a Kriegsgericht című filmekben. 1960-ban a Kamerales című thrillerben Mark Lewis voyeurt alakította, majd Jayne Mansfielddel és Leo Genn-nel játszott a Lázas éjszakákban.
1962-ben három figyelemre méltó amerikai filmet készített. Jakob Grimmet játszotta az 1962 MGM-Cinerama filmjében „A Grimm testvérek varázslatos világá”-ban (The Wonderful World of the Brothers Grimm) és Ludwig van Beethoven karakterét alakította Walt Disney filmjében, a „The Magnificent Rebel”-ben, amelyben náci érzelmű fiúként, Paul Lukas gonosz szerepét játszotta. Az MGM-nél játszott a „Four Horsemen of the Apocalypse”, egy Technicolor, széles sávú újraforgatásban, amit Rudolph Valentino 1921-es némafilmje alapján készítettek.
1974–75-ben kiemelkedőt alkotott négy egymást követő Rainer Werner Fassbinder-filmben: Martha, Effi Briest, Faustrecht der Freiheit és Mutter Küsters Fahrt zum Himmel.
1981-ben Emberek az emberekért néven szervezetet alapított (Humans for Humans), aktívan kivette részét egy jótékonysági tevékenységből Etiópiában. Utolsó televíziós szerepe 1996-ban volt, A hegyi doktor egyik epizódjában.

## Magánélete

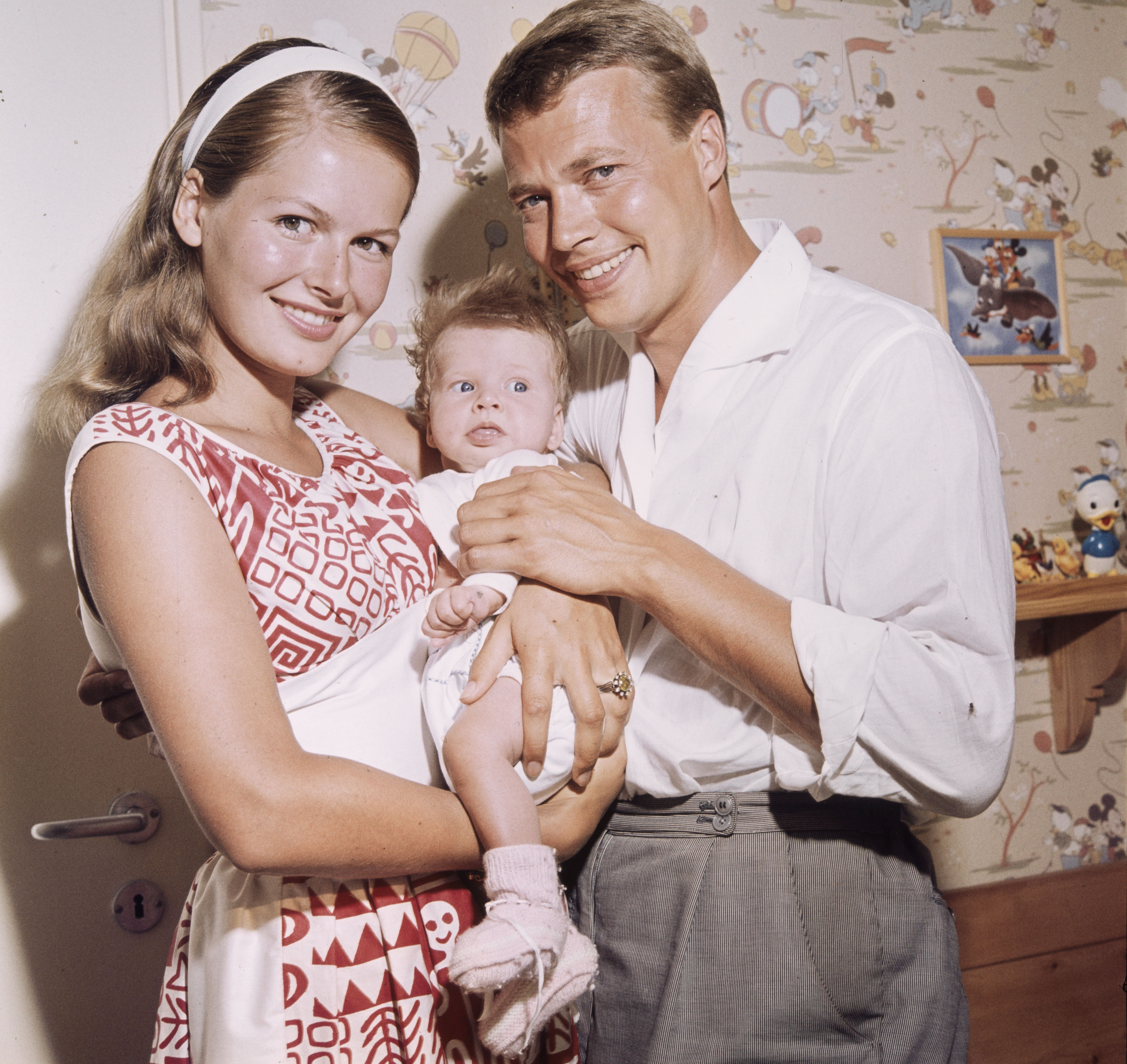
Karlheinz Böhm és Gudula Blau első közös gyermekükkel, Kristinával 1959 körül

Négyszer nősült, összesen hét gyermeke született. Először Elisabeth Zonewát vette feleségül 1954-ben, akinek egy kislánya (Sissi) született tőle, a házasság 1957-ben felbomlott. 1958 elején újranősült, ekkor Gudula Blau színésznőt vette el, a házaspárnak két lánya és egy fia (Kristina, Michael, Daniela) született, 1962-ben elváltak. Harmadszor 1963-ban nősült meg, Barbara Lass lengyel színésznővel kötött házasságot, majd 1980-ban elváltak. Ebből a házasságból született ötödik gyermeke, egy kislány, Katharina (1964). Negyedik házassága 1991-től egészen haláláig tartott, az etióp származású Almaz lett a párja. Két gyermekük született, elsőként 1990 decemberében a fiuk, Nicolas, majd 1993 februárjában a lányuk, Aida.
2013 februárjában kiderült, hogy a színész Alzheimer-kórban szenved. 2014. május 29-én halt meg otthonában, a Salzburg melletti Grödigben.

## Filmjei
- 1996 – A hegyi doktor (tv-sorozat)
- 1993 – Nemcsak azt akarom, hogy szeressenek (Ich will nicht nur dass ihr mich liebt)
- 1983 – Inflation im Paradies ... vendég
- 1983 – Ringstraßenpalais (tv-sorozat) ... Bernie Artenberg
- 1979 – Kur in Travemünde (tv-film) ... Manfred Angenendt
- 1978 – Tetthely (tv-sorozat) ... Dr. Ferdinand Prelinger
- 1976 – Die Tannerhütte (tv-film)
- 1976 – Seniorenschweiz (tv-film)
- 1975 – Küsters mama az égbe megy (Mutter Küsters' Fahrt zum Himmel) ... Thalmann
- 1975 – A szabadság ököljoga ... Max
- 1975 – Im Hause des Kommerzienrates (tv-film) ... Dr. Bruck
- 1974 – Martha ... Helmut Salomon
- 1974 – Effi Briest (Fontane Effi Briest) ... Wuellersdorf
- 1973 – Schloß Hubertus ... Tassilo
- 1973 – Immobilien (tv-film) ... Rainer
- 1972 – Motiv Liebe (tv-sorozat) ... apa
- 1972 – Verdacht gegen Barry Croft (tv-film) ... Barry Croft
- 1970 – Literatur (tv-film) ... Klemens
- 1969 – Traumnovelle (tv-film) ... Fridolin
- 1967 – A velencei ügy (Venetian Affair)
- 1966 – Ein idealer Gatte (tv-Film) ... Lord Goring
- 1965 – L'heure de la vérité ... Jonathan
- 1963 – Combat! (tv-sorozat) ... Bauer
- 1963 – Burke's Law (tv-sorozat) ... Professor Thomas Marton
- 1963 – Leszámolás Tokióban (Riffi a Tokyo)
- 1963 – Gyere, repülj velem! (Come Fly With Me) ... Franz Von Elzingen
- 1963 – The Virginian (tv-sorozat) ... Karl Rilke
- 1962 – Disneyland (tv-sorozat)
- 1962 – Igaz mese a Grimm testvérekről (The Wonderful World of the Brothers Grimm)
- 1962 – La croix des vivants ... Gus
- 1962 – Az apokalipszis négy lovasa (Four Horsemen of the Apocalypse) ... Heinrich von Hartrott
- 1960 – Der Gauner und der liebe Gott ... Steiner páter
- 1960 – Lázas éjszakák (Too Hot to Handle) ... Robert Jouvel
- 1960 – Kamerales (Peeping Tom) ... Mark Lewis
- 1959 – La Paloma ... Robert Dahlberg
- 1959 – Kriegsgericht ... Oberleutnant Düren
- 1958 – Három a kislány ... Franz Schubert
- 1958 – Das haut einen Seemann doch nicht um ... Peter Hille
- 1958 – Man müßte nochmal zwanzig sein
- 1958 – The Stowaway ... Jean
- 1958 – Examen des Lebens (tv-film)
- 1957 – Sissi – Sorsdöntő évek (Sissi – Schicksalsjahre einer Kaiserin) ... Ferenc József
- 1957 – Das Schloß in Tirol ... Thomas Stegmann
- 1957 – Blaue Jungs ... Alfred Hanstein
- 1956 – Sissi – Az ifjú császárné (Sissi – Die junge Kaiserin) ... Ferenc József
- 1956 – Nina ... Frank Wilson
- 1956 – Kitty und die große Welt ... Robert Ashlin
- 1956 – Doktor Danwitz házassága (Die Ehe des Dr. med. Danwitz) ... Dr. Danwitz
- 1955 – Dunja ... Mitja
- 1955 – Sissi ... Ferenc József
- 1955 – Sommarflickan ... Klaus Richter
- 1955 – Unternehmen Schlafsack ... Kanonier Gravenhorst
- 1955 – Ich war ein häßliches Mädchen ... Thomas
- 1954 – Die goldene Pest ... Karl Hellmer
- 1954 – Ewiger Walzer
- 1954 – Die Hexe
- 1954 – ...und ewig bleibt die Liebe ... Georg
- 1954 – Die heilige Lüge
- 1954 – Die Sonne von St. Moritz ... Dr. Robert Frank
- 1953 – Hochzeit auf Reisen ... Dr. Walter Delius
- 1953 – Der unsterbliche Lump
- 1953 – Arlette erobert Paris ... Gérard Laurent
- 1953 – Salto Mortale ... Manfred
- 1952 – Der Tag vor der Hochzeit
- 1952 – Der Weibertausch ... Lorenz Holler
- 1952 – Alraune ... Frank Braun
- 1952 – Haus des Lebens ... Pit Harlacher
- 1952 – Wienerinnen ... Walter
- 1949 – Höllische Liebe ... Blumenbote
- 1948 – Der Engel mit der Posaune ... Franz Alt jr.

## Fordítás
Ez a szócikk részben vagy egészben  a   Karlheinz Böhm című német Wikipédia-szócikk fordításán alapul.  Az eredeti cikk szerkesztőit annak laptörténete sorolja fel. Ez a jelzés csupán a megfogalmazás eredetét és a szerzői jogokat jelzi, nem szolgál a cikkben szereplő információk forrásmegjelöléseként.